# Earth 2150
Earth 2150 ist ein von TopWare Interactive Poland entwickeltes Echtzeit-Strategiespiel, das 1999 von TopWare Interactive veröffentlicht wurde. Es ist der Nachfolger zu Earth 2140 und der zweite Teil innerhalb der Spieleserie Earth.

## Handlung
Infolge des Konfliktes aus dem Jahrzehnt davor wurde die Umlaufbahn der Erde um die Sonne instabil. Die verbliebenen großen Fraktionen Eurasische Dynastie, United Civilized States und die Lunar Corporation beginnen mit dem Bau von Fluchtschiffen. Da die Ressourcen hierfür auf dem sterbenden Planeten begrenzt sind, entbrennt ein neuer Konflikt.

## Spielprinzip
Das Spiel ist vollständig in 3D-Grafik gehalten. Mit der Beleuchtung kommt zudem eine taktische Komponente hinzu, da Einheiten in Dunkelheit unentdeckt vorrücken können. Zudem werden Jahreszeiten und Wettereffekte simuliert. Das Spiel setzt der Einheitenproduktion eine Obergrenze. Anhand eines Baukastenprinzips können verschiedener Chassis mit Aufbauten kombiniert werden, wobei neue Module erforscht werden können. Einheiten können im Feld repariert und aufmunitioniert werden. Es lassen sich Verteidigungsanlagen errichten und Tunnel graben.

## Entwicklung
Aufgrund von Programmierfehlern und Treiberproblemen mussten zahlreiche Patches nachgeliefert werden. Schlussendlich entschied sich Topware eine Neufassung zu veröffentlichen, die Synchronisationsfehlern im Mehrspielermodus beseitigte, die Parteien neu ausbalancierte und die grafische Oberfläche überarbeitete.

## Rezeption
Der Sprung in die dritte Dimension rufe leichte Orientierungslosigkeit hervor bei dem die Übersicht verloren gehe. Die Optik sei jedoch farblos und karg. Die Missionsgestaltung und der verzweige Missionsbaum sei höchst gelungen. Mit über 70 Missionen sei der Umfang enorm. Auf eine Massenproduktion werde geschickt verzichtet. Der Einheiten-Baukasten sei ein nettes Element. Ebenso wie die Übernahme der Einheiten zum nächsten Auftrag. Das Verhalten der eigenen Einheiten sei störend, wenn diese ohne Munition den Gegner angreifen und Hubschrauber zur Aufmunitionierung den Weg über eine Feindbasis wählen.
Das Spiel verkaufte sich bis Mitte 2000 über 100.000-mal.